# Champigny-sur-Aube
Pour les articles homonymes, voir Champigny.
Champigny-sur-Aube est une commune française, située dans le département de l'Aube en région Grand Est.

## Géographie
|                  |                    | Allibaudières |
| Viâpres-le-Petit | Champigny-sur-Aube |               |
|                  | Pouan-les-Vallées  | Ormes         |

### Hydrographie
La commune est dans la région hydrographique « la Seine de sa source au confluent de l'Oise (exclu) » au sein du bassin Seine-Normandie. Elle est drainée par l'Aube, l'Herbissonne, le Fossé 01 de la Fontaine Saint-Georges, l'Herbissonne et divers autres petits cours d'eau,.
L'Aube, d'une longueur de 249 km, prend sa source dans la commune d'Auberive et se jette  dans la Seine à Marcilly-sur-Seine, après avoir traversé 82 communes.
L'Herbissonne, d'une longueur de 14 km, prend sa source dans la commune de Villiers-Herbisse et se jette  dans l'Aube sur la commune, après avoir traversé quatre communes.

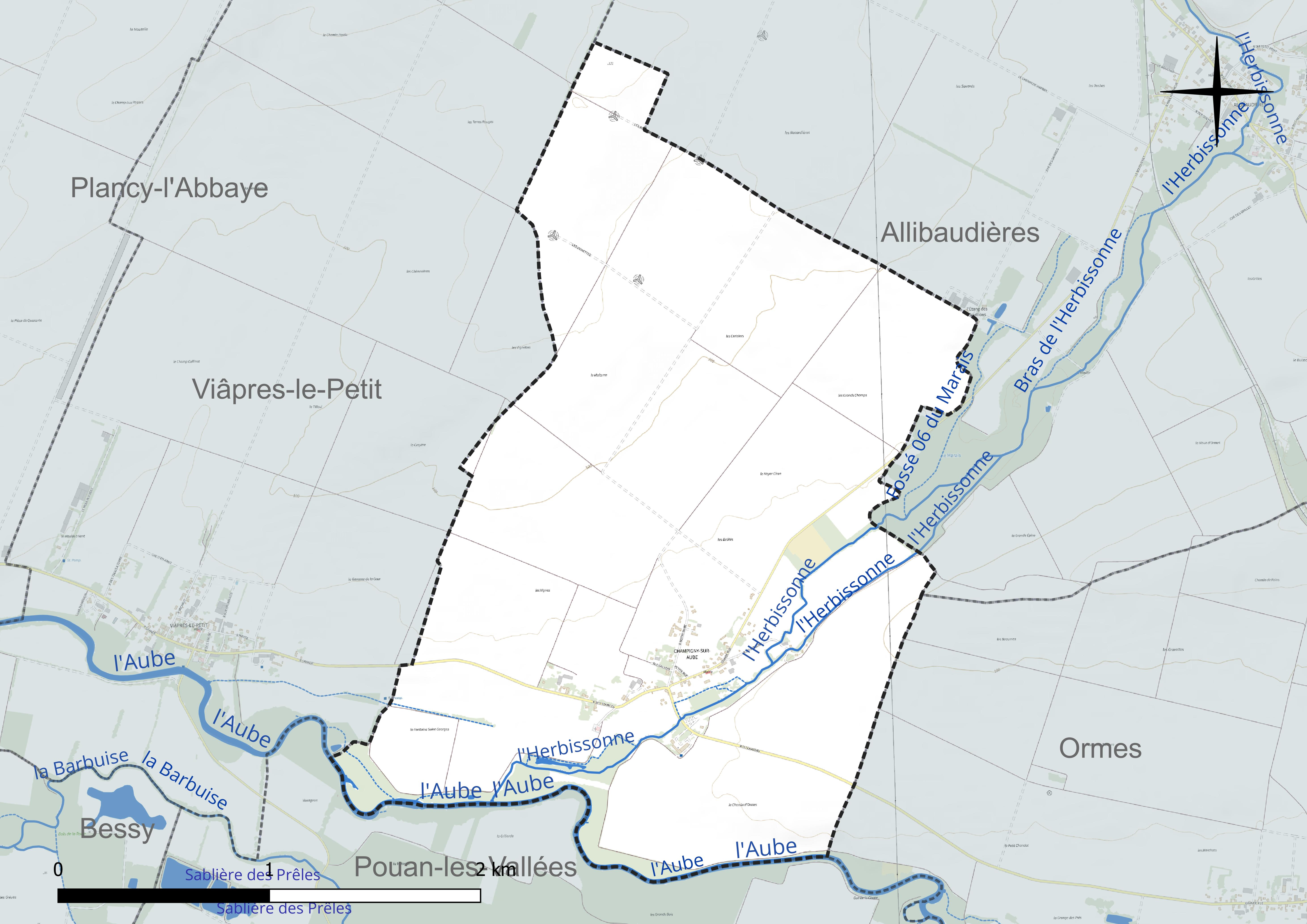
Réseau hydrographique de Champigny-sur-Aube.

### Climat
Pour des articles plus généraux, voir Climat du Grand Est et Climat de l'Aube.
En 2010, le climat de la commune est de type climat océanique dégradé des plaines du Centre et du Nord, selon une étude du Centre national de la recherche scientifique s'appuyant sur une série de données couvrant la période 1971-2000. En 2020, Météo-France publie une typologie des climats de la France métropolitaine dans laquelle la commune est exposée à un climat océanique altéré et est dans la région climatique Nord-est du bassin Parisien, caractérisée par un ensoleillement médiocre, une pluviométrie moyenne régulièrement répartie au cours de l’année et un hiver froid (3 °C).
Pour la période 1971-2000, la température annuelle moyenne est de 10,5 °C, avec une amplitude thermique annuelle de 15,6 °C. Le cumul annuel moyen de précipitations est de 700 mm, avec 11,6 jours de précipitations en janvier et 7,7 jours en juillet. Pour la période 1991-2020, la température moyenne annuelle observée sur la station météorologique de Météo-France la plus proche, « Dosnon », sur la commune de Dosnon à 13 km à vol d'oiseau, est de 11,0 °C et le cumul annuel moyen de précipitations est de 698,3 mm. 
La température maximale relevée sur cette station est de 41,6 °C, atteinte le 25 juillet 2019 ; la température minimale est de −25,8 °C, atteinte le 14 février 1956,,.
Les paramètres climatiques de la commune ont été estimés pour le milieu du siècle (2041-2070) selon différents scénarios d'émission de gaz à effet de serre à partir des nouvelles projections climatiques de référence DRIAS-2020. Ils sont consultables sur un site dédié publié par Météo-France en novembre 2022.

## Urbanisme

### Typologie
Au 1er janvier 2024, Champigny-sur-Aube est catégorisée commune rurale à habitat dispersé, selon la nouvelle grille communale de densité à 7 niveaux définie par l'Insee en 2022.
Elle est située hors unité urbaine. Par ailleurs la commune fait partie de l'aire d'attraction de Troyes, dont elle est une commune de la couronne,. Cette aire, qui regroupe 209 communes, est catégorisée dans les aires de 200 000 à moins de 700 000 habitants,.

### Occupation des sols
L'occupation des sols de la commune, telle qu'elle ressort de la base de données européenne d’occupation biophysique des sols Corine Land Cover (CLC), est marquée par l'importance des territoires agricoles (92,7 % en 2018), une proportion identique à celle de 1990 (92,7 %). La répartition détaillée en 2018 est la suivante : 
terres arables (85,2 %), forêts (7,3 %), zones agricoles hétérogènes (3,9 %), prairies (3,7 %). L'évolution de l’occupation des sols de la commune et de ses infrastructures peut être observée sur les différentes représentations cartographiques du territoire : la carte de Cassini (XVIIIe siècle), la carte d'état-major (1820-1866) et les cartes ou photos aériennes de l'IGN pour la période actuelle (1950 à aujourd'hui).

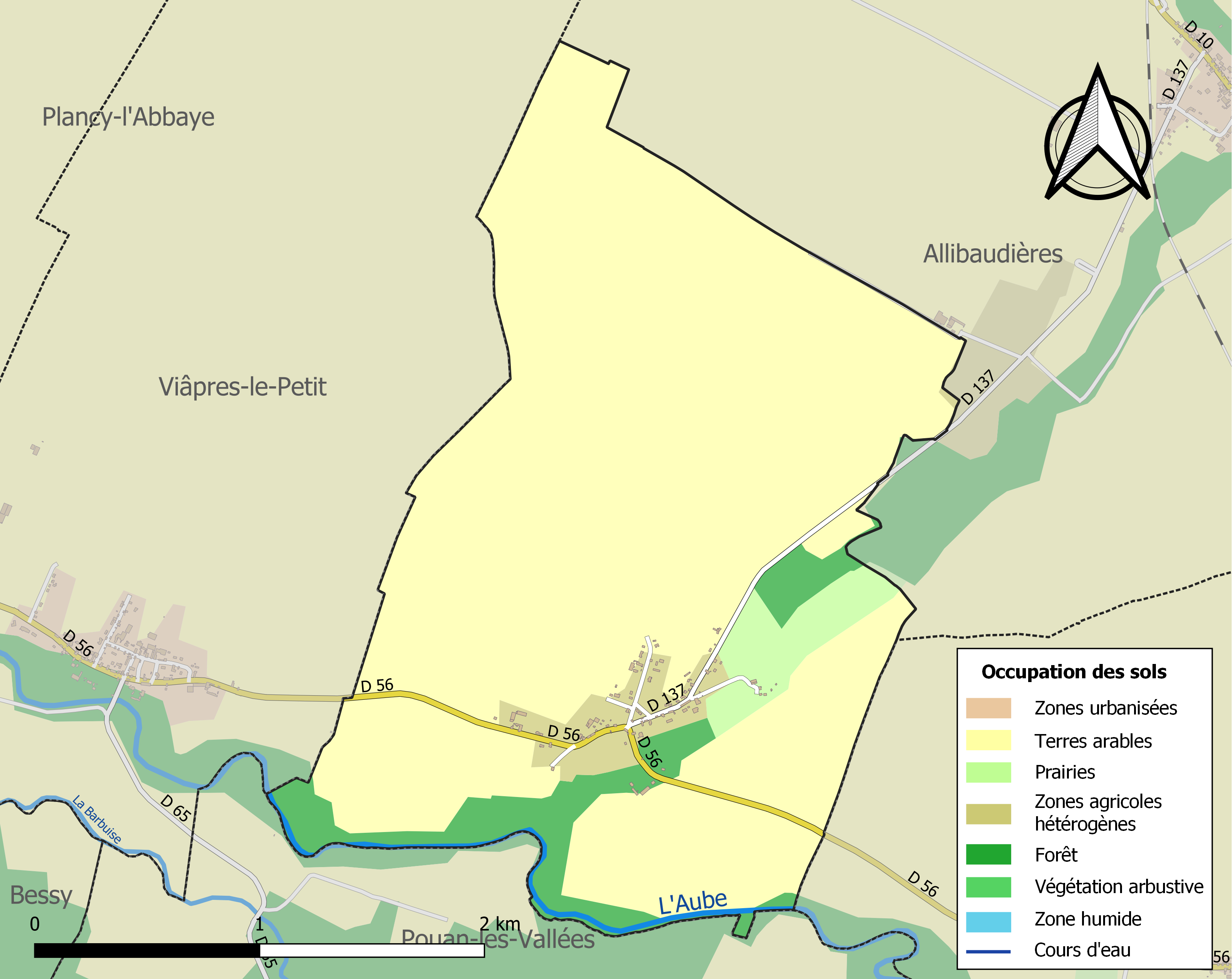
Carte des infrastructures et de l'occupation des sols de la commune en 2018 (CLC).

## Toponymie
Sur-Aube, connu dès 1605, il ne fut ajouté officiellement qu'après le décret du 5 août 1919.
Connu comme Campaniacus en 1179, il est le dérivé de la gentilité Campanius.

## Histoire
Parmi les seigneurs, nous est parvenu le nom de Hugue III, aussi seigneur de Broyes en 1197. En 1319, Jean, sire de Plancy qui avait à Champigny deux moulins, un four, des terres, bois et prés. Jérôme Girardin, qui avait un château au lieu-dit le Bâtard en 1574 ; il était sur une motte entourée de fossés et l'on y accédait par un pont-levis.
En 1735, Élisabeth de Beaurepaire, épouse de Charles-François de Cuissotte était dame de Champigny. Le village appartenait à l'intendance et à la généralité de Châlons, à l'élection de Troyes et au bailliage de Sézanne jusqu'à la Révolution française.

## Politique et administration
Du 29 janvier au 29 novembre 1790 Champigny était rattaché au canton d'Arcis, puis au canton d'Allibaudières jusqu'en l'an IX avant de revenir au canton d'Arcis.
| Période                                  | Période   | Identité           | Étiquette | Qualité         |
| ---------------------------------------- | --------- | ------------------ | --------- | --------------- |
| 1971                                     | 2001      | Jean Foy           | SE        | Maire Honoraire |
| mars 2001                                | mars 2014 | François Fircowicz |           |                 |
| mars 2014                                | En cours  | Damien Foy         | SE        | Agriculteur     |
| Les données manquantes sont à compléter. |           |                    |           |                 |

## Démographie
L'évolution du nombre d'habitants est connue à travers les recensements de la population effectués dans la commune depuis 1793. Pour les communes de moins de 10 000 habitants, une enquête de recensement portant sur toute la population est réalisée tous les cinq ans, les populations de référence des années intermédiaires étant quant à elles estimées par interpolation ou extrapolation. Pour la commune, le premier recensement exhaustif entrant dans le cadre du nouveau dispositif a été réalisé en 2006.

En 2022, la commune comptait 95 habitants, en évolution de −8,65 % par rapport à 2016 (Aube : +0,7 %, France hors Mayotte : +2,11 %).
| 1793 | 1800 | 1806 | 1821 | 1831 | 1836 | 1841 | 1846 | 1851 |
| ---- | ---- | ---- | ---- | ---- | ---- | ---- | ---- | ---- |
| 160  | 180  | 201  | 208  | 232  | 232  | 207  | 226  | 215  |

| 1856 | 1861 | 1866 | 1872 | 1876 | 1881 | 1886 | 1891 | 1896 |
| ---- | ---- | ---- | ---- | ---- | ---- | ---- | ---- | ---- |
| 208  | 209  | 194  | 178  | 173  | 168  | 160  | 136  | 145  |

| 1901 | 1906 | 1911 | 1921 | 1926 | 1931 | 1936 | 1946 | 1954 |
| ---- | ---- | ---- | ---- | ---- | ---- | ---- | ---- | ---- |
| 113  | 126  | 103  | 96   | 86   | 88   | 75   | 90   | 81   |

| 1962 | 1968 | 1975 | 1982 | 1990 | 1999 | 2006 | 2011 | 2016 |
| ---- | ---- | ---- | ---- | ---- | ---- | ---- | ---- | ---- |
| 58   | 58   | 62   | 66   | 64   | 59   | 76   | 90   | 104  |

| 2021 | 2022 | - | - | - | - | - | - | - |
| ---- | ---- | - | - | - | - | - | - | - |
| 100  | 95   | - | - | - | - | - | - | - |

## Culture locale et patrimoine

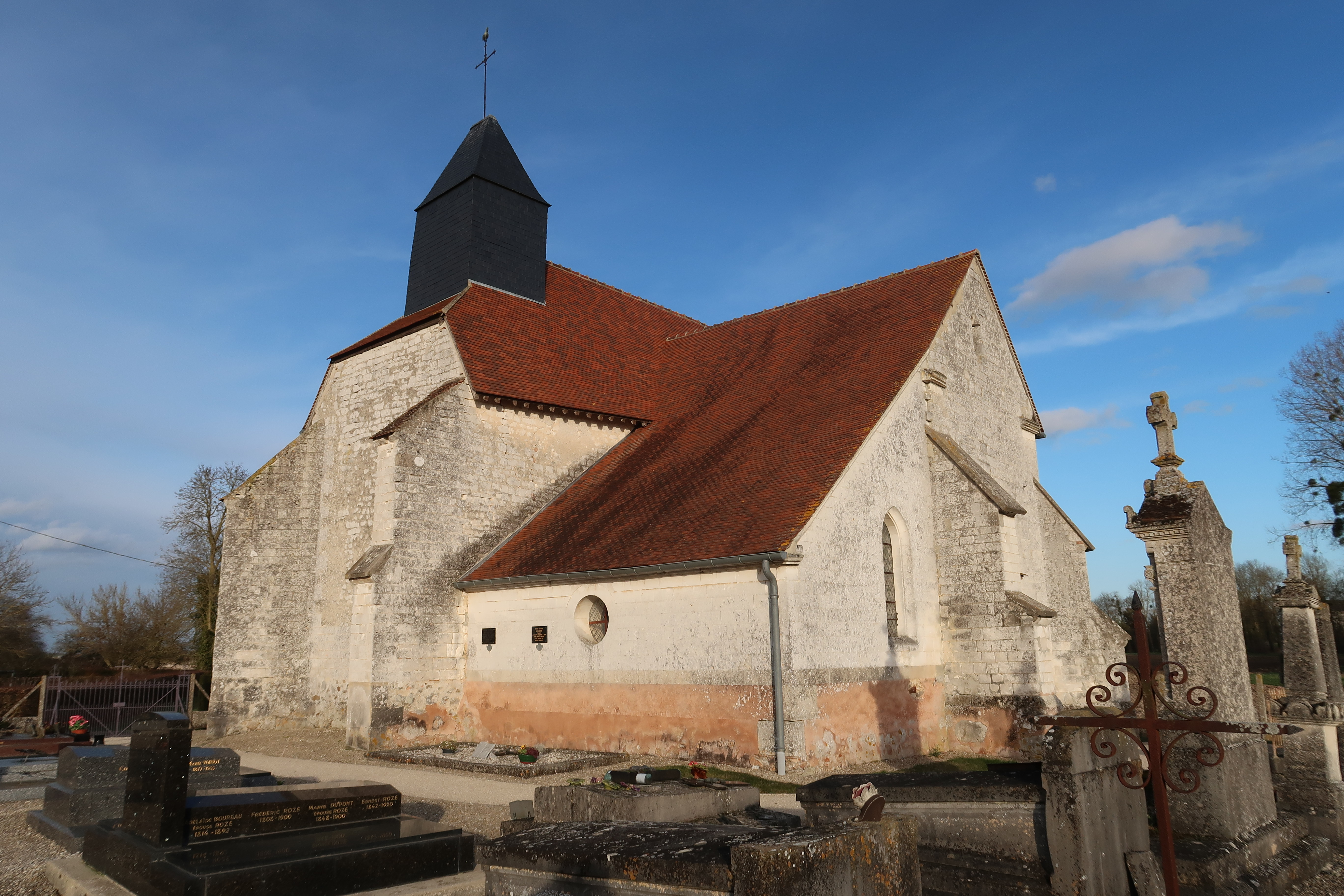
L'église

### Lieux et monuments
L'église, sous le patronage de l'Assomption de la Vierge était une succursale de la paroisse de Viâpre-le-Petit donc au doyenné d'Arcis ; elle fut ensuite dépendante de celle d'Ormes. La présentation du curé était un droit de l'abbé de Montier depuis, au moins 1185. L'église est du XIIe siècle, remaniée au XVe siècle, sur une base de deux nefs à deux travées. Elle possède des statues comme un évêque, une Marie à l'Enfant qui sont du XVIe siècle. Un bénitier qui réemploie un chapiteau du XVe siècle.

### Personnalités liées à la commune
Octave Oudinet, photographe, éditeur de cartes postales. Il travaille dans la région de Champigny mais immortalise également le dépeçage d'un cétacé dans le golfe d'Ajaccio (L'illustration, 25 juin 1908).